# Станимир Гърнев
Станимир Христов Гърнев е български офицер, генерал-майор, командир на Двадесет и осма пехотна дивизия през Втората световна война (1941 – 1945).

## Биография
Станимир Гърнев е роден е на 25 януари 1895 година в Габрово, Княжество България. Завършва Военното училище през 1916 година и на 16 март е произведен в чин подпоручик. Служи в 10-и конен полк, 88-и пехотен полк и 1-ва жандармерийска група. През 1929 г. е назначен на служба в 8-и конен полк, след което от 1932 г. служи в 3-ти конен полк, като същата година е назначен за домакин на 8-и конен полк. От 1933 г. служи във Военната академия и от 1935 г. е на служба в 10-и конен полк. През 1944 г. за 2 дена командва 28-а пехотна дивизия от състава на втори окупационен корпус.

## Военни звания
- Подпоручик (12 март 1916)
- Поручик (14 октомври 1917)
- Капитан (30 януари 1923)
- Майор (1933)
- Подполковник (6 май 1936)
- Полковник (6 май 1940)
- Генерал-майор (6 май 1944)